# مارکو پدوتی
مارکو پدوتی (انگلیسی: Marco Pedotti؛ زادهٔ ۲۰ آوریل ۱۹۷۷) بازیکن فوتبال است.